# Nematoplana martensi
Nematoplana martensi är en plattmaskart som beskrevs av Curini-Galletti, Oggaina och Casu 2002. Nematoplana martensi ingår i släktet Nematoplana och familjen Nematoplanidae. Inga underarter finns listade i Catalogue of Life.